# Ricorso nell'interesse della legge
Il ricorso nell'interesse della legge è un particolare tipo di ricorso per cassazione contemplato dall'art. 363 del codice di procedura civile; è proponibile dal Procuratore Generale della Corte, unico soggetto legittimato a impugnare.
Può essere proposto anche contro sentenze già passate in giudicato, in questo caso la sentenza resterà però in vita, non influendo quindi sul giudicato sostanziale.
Scopo di questo particolare tipo di impugnazione è ottenere l'accertamento dell'erronea o inesatta applicazione delle norme da parte dei giudici di grado inferiore.

## Ratio
La ratio di questo istituto è evitare che restino intatti precedenti contrari alla legge che possano essere invocati dalle parti di un nuovo processo. La Corte di cassazione attraverso la propria sentenza, esprime un principio di diritto contribuendo alla corretta e uniforme applicazione del diritto (in conformità con il principio di nomofilachia).

## Nella pratica
Questo importante tipo di ricorso, ancorché utile, era  caduto in disuso in quanto l'alluvione dei ricorsi per cassazione presente nel sistema italiano non permette al Procuratore Generale di intervenire sulle sentenze che ritiene errate. 
Le riforme legislative hanno profondamente modificato l'istituto. Il decreto legislativo 2 febbraio 2006 n. 40 lo ha spostato verso una nuova formulazione “principio di diritto nell’interesse della legge” rivitalizzando perciò l'istituto  . Il decreto legislativo ha anche introdotto un articolo 363 bis Rinvio pregiudiziale interpretativo dalle corti di merito verso la cassazione, hanno modificato l'attenzione all'istituto.